# Hibiscus hamabo
Hibiscus hamabo là một loài thực vật có hoa trong họ Cẩm quỳ. Loài này được Siebold & Zucc. mô tả khoa học đầu tiên năm 1841.